# Hôpital central
Production
Diffusion
Hôpital central (General Hospital) est un feuilleton télévisé américain, créé par Frank Hursley et Doris Hursley et diffusé depuis le 1er avril 1963 sur le réseau ABC.
Il est à ce jour le premier plus long et plus ancien feuilleton américain toujours en production devant Les Feux de l'amour et Amour, Gloire et Beauté.
Le 17 septembre 2010, à la suite de l'arrêt de la série As the World Turns, il devient le feuilleton américain le plus ancien.
En France, le feuilleton a été diffusé brièvement du 29 février 1988 au 4 mars 1988 puis du 17 août 1992 au 24 juin 1994 sur TF1 sous le titre de Hôpital central mais déprogrammé faute d'audience. Puis il revient à partir du 28 avril 2008 sur TF1 sous le titre de Alliances & Trahisons avec des épisodes datant de juin 2003 mais une nouvelle fois déprogrammé faute d'audience après seulement quatre épisodes.
Il est actuellement le deuxième feuilleton qui a le plus d'épisodes derrière Haine et Passion.

## Synopsis
Ce soap opera se déroule dans la ville fictive de Port-Charles et met en scène les romances entre le personnel de l'hôpital, les relations entre les familles Hardy, Webber, Spencer, Quartermaine et Cassadine. Au fil des épisodes, le feuilleton a pris de nouvelles orientations consécutives à l'entrée en scène d'un parrain de la mafia et d'espions, tout en conservant certaines intrigues dans le milieu hospitalier.

## Dates et chiffres clés
Le 17 avril 2002, Hôpital Central diffuse son 10 000e épisode sur l'antenne américaine.
Le 6 juin 2011, soit deux mois après la suppression de La Force du destin (All My Children) et de On ne vit qu'une fois (One Life to Live), ABC a annoncé qu'il laisserait la case de General Hospital à un talk show à partir de septembre 2012, tout en continuant à la produire, dans l'éventualité que l'un des deux talk shows prévus pour remplacer les deux soaps supprimés ne soit pas reconduit en septembre 2012, laissant ainsi un nouveau créneau à General Hospital.
Le 11 avril 2012, ABC a renouvelé le feuilleton pour une saison supplémentaire.
Aux États-Unis, Hôpital central a fêté ses 50 ans le 1er avril 2013.
Le 22 janvier 2014, Hôpital central est renouvelé jusqu'en 2015.
Le 14 février 2014, le feuilleton a fêté son 13 000e épisode.
Le 19 février 2018, le feuilleton a diffusé le 14 000e épisode.
Le 21 mai 2020, le feuilleton est à court d'épisodes inédits, après 58 saisons et 14 588 épisodes, à cause de la pandémie de Covid-19 qui a arrêté les tournages.
Au 22 juin 2022, il compte plus de 15 000 épisodes.
Le 1er avril 2023, le feuilleton fête ses 60 ans.

## Personnages et acteurs

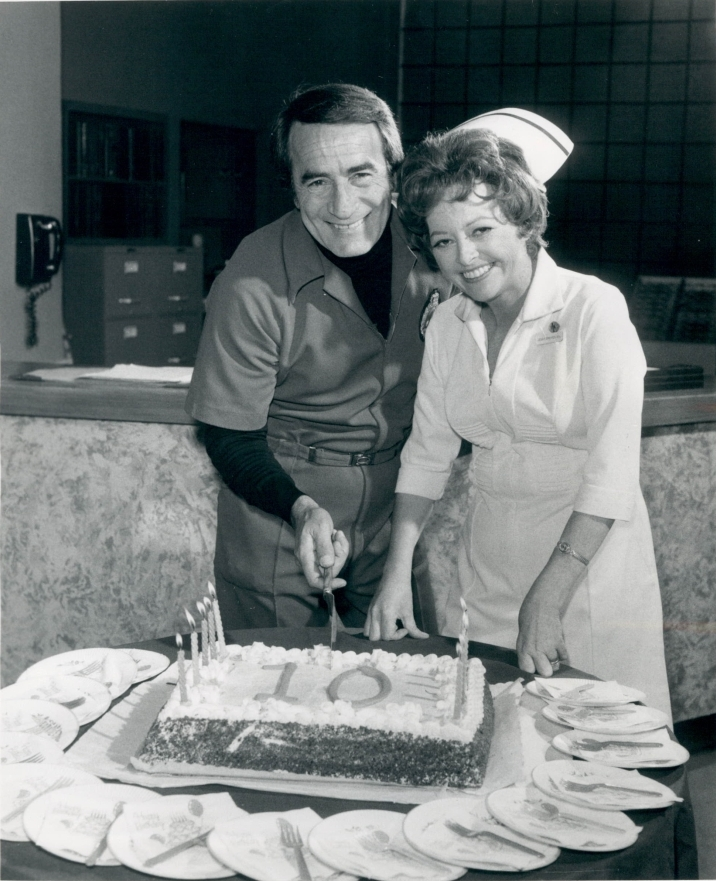
Photo publicitaire pour le 10e anniversaire de la série, avec John Beradino (Dr. Steve Hardy) et Emily McLaughlin (Jessie Brewer).

### Personnages et acteurs réguliers actuels
| Acteurs                | Personnages              | Années                                        | Voix françaises  |
| ---------------------- | ------------------------ | --------------------------------------------- | ---------------- |
| Tabyana Ali (en)       | Trina Robinson           | 2022-                                         |                  |
| Adrian Anchondo        | Marco Rios               | 2025                                          |                  |
| Jens Austin Astrup     | Kai Taylor               | 2024-                                         |                  |
| Maurice Benard (en)    | Sonny Corinthos          | 1993-                                         | Vincent Violette |
| Alexa Havins Bruening  | Lulu Spencer             | 2024-                                         |                  |
| Braedyn Bruner         | Emma Drake               | 2024-                                         |                  |
| Steve Burton           | Jason Morgan             | 1991-2012, 2017-2021, 2024-                   | Guillaume Lebon  |
| Jane Elliot (en)       | Tracy Quartermaine       | 1978-1980, 1989-1993, 1996, 2003-2017, 2019-  |                  |
| Genie Francis          | Laura Collins            | 1977-1984, 1993-2002, 2006, 2008, 2013, 2015- |                  |
| Nancy Lee Grahn (en)   | Alexis Davis             | 1996-                                         | Josiane Pinson   |
| Tanisha Harper (en)    | Jordan Ashford           | 2022-                                         |                  |
| Rebecca Herbst (en)    | Elizabeth Baldwin        | 1997-                                         | Marie Giraudon   |
| Finola Hughes          | Anna Devane              | 1985-1992, 1995, 2006-2008, 2012-             |                  |
| Jonathan Jackson       | Lucky Spencer            | 1993-1999, 2009-2011, 2015, 2024-             |                  |
| Josh Kelly             | Cody Bell                | 2022-                                         |                  |
| Brook Kerr             | Portia Robinson          | 2020-                                         |                  |
| Katelyn MacMullen (en) | Willow Corinthos         | 2018-                                         |                  |
| Kate Mansi (en)        | Kristina Corinthos-Davis | 2023-                                         |                  |
| Cameron Mathison (en)  | Drew Quartermaine        | 2021-                                         |                  |
| Sofia Mattson          | Sasha Corbin             | 2018-                                         |                  |
| Giovanni Mazza (en)    | Gio Palmieri             | 2024-                                         |                  |
| Eden McCoy             | Josslyn Jacks            | 2015-                                         |                  |
| Amanda Setton          | Brook Lynn Quartermaine  | 2019-                                         |                  |
| Kirsten Storms         | Maxie Jones              | 2005-                                         |                  |
| Josh Swickard          | Harrison Chase           | 2018-                                         |                  |
| Donnell Turner (en)    | Curtis Ashford           | 2015-                                         |                  |
| Kristen Vaganos        | Molly Lansing-Davis      | 2023-                                         |                  |
| Kristina Wagner (en)   | Felicia Scorpio          | 1984-2005, 2007-2008, 2012-                   |                  |
| Cynthia Watros         | Nina Reeves              | 2019-                                         |                  |
| Maura West             | Ava Jerome               | 2013-                                         |                  |
| Sawandi Wilson         | Isaiah Gannon            | 2024-                                         |                  |
| Laura Wright           | Carly Spencer            | 2005-                                         |                  |
| Dominic Zamprogna      | Dante Falconeri          | 2009-                                         |                  |

### Personnages et acteurs récurrents actuels
| Acteurs                | Personnages            | Années                      | Voix françaises |
| ---------------------- | ---------------------- | --------------------------- | --------------- |
| Bradford Anderson (en) | Damian Spinelli        | 2006-                       |                 |
| Asher Antonyzyn        | Danny Morgan           | 2023-                       |                 |
| Charlie Besso          | Tobias                 | 2025-                       |                 |
| Finn Carr              | Rocco Falconeri        | 2022-                       |                 |
| Dioni Michelle Collins | Deanna Slrtis          | 2016-                       |                 |
| Nazneen Contractor     | Justine Turner         | 2024-                       |                 |
| Daniel Cosgrove        | Ezra Boyle             | 2025-                       |                 |
| Risa Dorken            | Amy Driscoll           | 2016-                       |                 |
| Bryce Durfee           | Vaughn                 | 2025-                       |                 |
| Scarlett Fernandez     | Charlotte Cassadine    | 2016-2021, 2023-            |                 |
| Gary James Fuller      | James West             | 2023-                       |                 |
| Daniel Goddard         | Henry Dalton           | 2025-                       |                 |
| Van Hansis             | Lucas Jones            | 2024-                       |                 |
| Rick Hearst (en)       | Ric Lansing            | 2002-2009, 2014-2016, 2024- |                 |
| Carolyn Hennesy (en)   | Diane Miller           | 2006-                       |                 |
| Lynn Herring (en)      | Lucy Coe               | 1986-2004, 2012-            |                 |
| Cyrus Hobbi            | Yuri                   | 2021-                       |                 |
| Jequan Jackson         | Quinn                  | 2024-                       |                 |
| Cassandra James        | Terry Randolph         | 2018-                       |                 |
| Judy Kain              | Elaine Stevens         | 2024-                       |                 |
| Michael E. Knight (en) | Martin Grey            | 2019-                       |                 |
| Wally Kurth (en)       | Ned Quartermaine       | 1991-2007, 2012-            |                 |
| Eva LaRue              | Natalia Rogers-Ramirez | 2024-                       |                 |
| Arlondriah Lenyéa      | N'neka                 | 2021-                       |                 |
| Lisa LoCicero (en)     | Olivia Falconeri       | 2008-                       |                 |
| Lydia Look             | Selina Wu              | 2015, 2017, 2021-           |                 |
| Chris McKenna (en)     | Jack Brennan           | 2025-                       |                 |
| Trish Ramish           | Trish                  | 2019                        |                 |
| Carlo Rota             | Jenz Sidwell           | 2024-                       |                 |
| Ava et Grace Scarola   | Avery Corinthos        | 2014-                       |                 |
| Parry Shen (en)        | Brad Cooper            | 2013-                       |                 |
| Stephan A. Smith (en)  | Brick                  | 2016-                       |                 |
| Rena Sofer             | Lois Cerullo           | 1993-1997, 2023-            |                 |
| Ellen Travolta         | Gloria Cerullo         | 1994-1996, 2023-            |                 |
| Vernee Waston          | Stella Henry           | 2017-                       |                 |
| Viron Weaver           | Wiley Cooper-Jones     | 2021-                       |                 |
| John J. York           | Mac Scorpio            | 1991-                       |                 |

## Commentaires

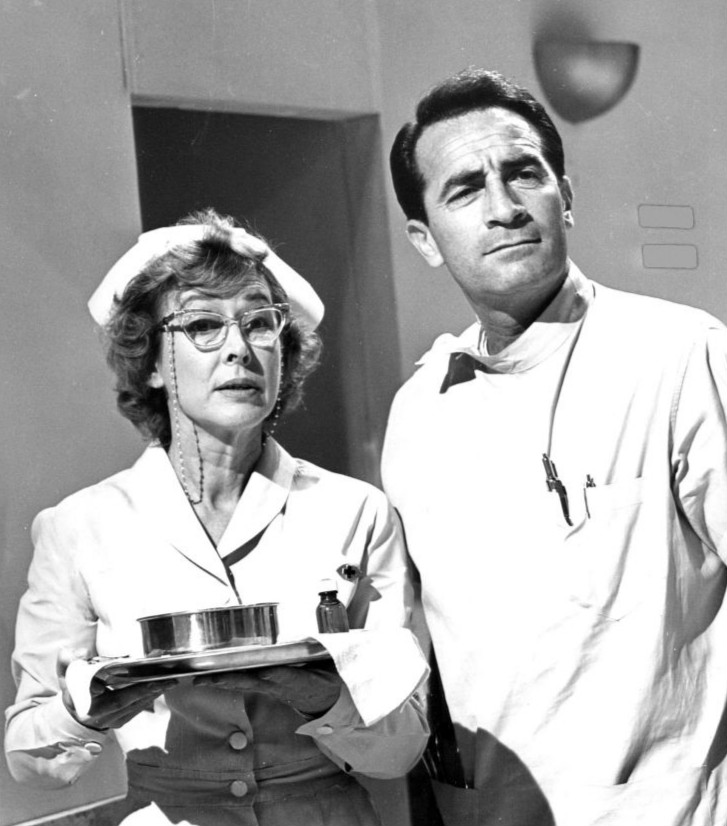
Mae Clarke et John Beradino en 1963.

Hôpital central est le plus vieux soap opera diffusé par ABC.
Il a également contribué à populariser le concept de supercouple dans les soap operas avec le couple que forment depuis plusieurs années les célèbres Luke et Laura Spencer (en) (Webber dans la version anglaise). En effet, leur mariage a été l'événement le plus attendu dans l'histoire du soap américain.
Dans la série Dr House, le personnage principal, Gregory House, est un inconditionnel de la série Prescription: Passion (Ordonnance: Passion), une parodie d'Hôpital Central. Dans l'épisode Demi-Prodige de la saison 3, le Dr. House camoufle les résultats de ses propres analyses sanguines sous le nom de Luke N. Laura, d'après le supercouple de la série.